# Adolf Octave van Kerkwijk
Adolf Octave van Kerkwijk (* 23. März 1873 in Den Haag; † 21. September 1957 in Zeist) war ein niederländischer Numismatiker.
Adolf Octave van Kerkwijk trat am 1. Mai 1892 als Freiwilliger in das Koninklijk Kabinet van Munten, Penningen en Gesneden Stenen in Den Haag ein. Im Jahr 1895 wurde er zum Assistenten und 1906 zum Vizedirektor unter Henri Jean de Dompierre de Chaufepié (1861–1911) ernannt. Vom 1. April 1911 bis zu seinem Rücktritt zum 1. Januar 1935 war er Direktor der Sammlung. Daneben war er bis 1948 Leiter des Münzkabinetts im Teylers Museum in Harlem. Nach der deutschen Besetzung der Niederlande 1940 brachte er seine politischen Überzeugungen dadurch zum Ausdruck, dass er seine Vornamen „Adolf“ nicht mehr ausschrieb, sondern nur noch als „A. O. van Kerkwijk“ auftrat.

## Schriften (Auswahl)
- mit H. M. Speelman: Catalogue du cabinet numismatique de la Fondation Teyler à Harlem. Teyler's Stichting, Haarlem 1909 (archive.org).
- mit Henri Jean de Dompierre de Chaufepié: Choix de monnaies et médailles du Cabinet Royal de la Haye. Nijhoff, Den Haag 1910.
- Levensbericht van H. J. De Dompierre de Chaufepié. In: Jaarboek van de Maatschappij der Nederlandse Letterkunde. 1911, S. 127–140 (dbnl.org).
- De stempelsnijders werkzaam aan de Munt te Dordrecht van 1576–1806. In: Jaarboek voor Munt- en Penningkunde. 1, 1920, S. 29–61 und 2, 1921, S. 41–61.
- De Munt te Zwolle. In: Jaarboek voor Munt- en Penningkunde 18, 1931, S. 1–24.